# René Nan
René Nan (* ca. 1932; † 30. Januar 2015 in Perpignan) war ein französischer Jazz-Schlagzeuger.
Nan, der aus Béziers stammte, begann seine Musikerkarriere in der Nachkriegszeit in Paris; dort spielte er u. a. mit Dexter Gordon, Kenny Clarke und Guy Lafitte. Lange Jahre arbeitete er mit Eddy Louiss und dem Chansonsänger Claude Nougaro. In den 1970er-Jahren kehrte er in seine Heimatregion zurück, wo er auf lokaler Ebene auftrat, u. a. mit der Brass Band von Michel Marre. Im Bereich des Jazz war er zwischen 1962 und 1992 an sieben Aufnahmesessions beteiligt, u. a. bei Lou Bennett, Jef Gilson, Jacques Dejan und Benny Waters. Auch ist er auf Alben von Claude Nougaro zu hören.